# Rua das Juntas Provisórias
Rua das Juntas Provisórias é uma importante via localizada na Zona Sudeste de São Paulo, mais precisamente no bairro Ipiranga.
A rua possui ligação para a Via Anchieta em direção ao ABC Paulista e ao litoral sul de São Paulo, e também faz conexão com o Complexo Viário Maria Maluf e a Avenida dos Bandeirantes em direção à Marginal Pinheiros. É um dos limites do centro expandido de São Paulo.
Seu nome tem origem nas Juntas Provisórias estabelecidas em 29 de setembro e 1 de outubro do ano de 1821 através de um decreto de D. João VI para substituir os capitães e governadores das capitanias da colônia portuguesa Brasil, para governar a regência após a volta de D. João VI para Portugal.